# Ngau Ngak Shan
Ngau Ngak Shan (anglais : The Hunch Backs ; chinois :牛押山) est une montagne située dans la partie orientale des Nouveaux Territoires de Hong Kong et culminant à une altitude de 677 mètres. Située sur le versant nord du Ma On Shan, elle forme un sommet de moindre importance. Les versants nord et sud de la montagne sont traversés par la frontière administrative entre le district de Sha Tin et celui de Tai po.